# Pape Omar Faye
Pape Omar Faye (Louga, 1º gennaio 1987) è un ex calciatore senegalese, di ruolo attaccante.

## Palmarès

### Club

#### Competizioni nazionali
- Campionato camerunese: 2

Cotonsport Garoua: 2004, 2005
- Coppa del Camerun: 1

Cotonsport Garoua: 2004
- Coppa del Liechtenstein: 1

Vaduz: 2006-2007
- Challenge League: 1

Thun: 2009-2010
- V League 1: 1

Hà Nội: 2019
- Coppa del Vietnam: 2

Hà Nội: 2019, 2020
- Supercoppa del Vietnam: 1

Hà Nội: 2019